# Крајпуташ Крсти Топаловићу у Брђанима
Крајпуташ Крсти Топаловићу у Брђанима (Oпштина Горњи Милановац) налази се на старој деоници пута кроз село Брђани, у близини каменог моста преко реке Деспотовице. Рад таковског каменоресца Јована Томића.
Крајпуташ је подигнут Крсти Топаловићу, терзијском калфи родом из Брђана, који је 1876. године погинуо на Првом Српско-турском рату на Јавору. Споменик је дуго био оборен и заборављен. Заједно са кенотафом Илији Стевановићу, пренет и постављен у двориште некадашње крчме Милоја Јевтовића.

## Опис
Споменик у облику стуба, исклесан од грабовичког камена. На предњој страни приказан је војник у ставу мирно, без оружја, са ногама окренутим у страну. Око главе лучно је уклесано: КРСТА ТОПАЛОВИЋ. На полеђини и боковима стуба приказани су стилизовани двоструки крстови.
Површина камена је оштећена, прекривена жутим лишајем и са траговима боје у урезима.

## Епитаф
Овај спомен показује војника
КРСТУ ТОПАЛОВИЋА
калфу терзијск[ог]
род[ом] из Брђана.
Он је био у трнавском батаљону
чачаске 1-бригаде.
Кои [ј]е у 25. год[ини] свог живота
[погинуо] за крст часни
и за отаџбинство на Погледи
21. авгус[та] 1876.
Овај спомен сродника
палог вој[ника]
[подигоше] ковачи Милановца
21. августа 1877. г.